# Benito Soto
Pour les articles homonymes, voir Soto.

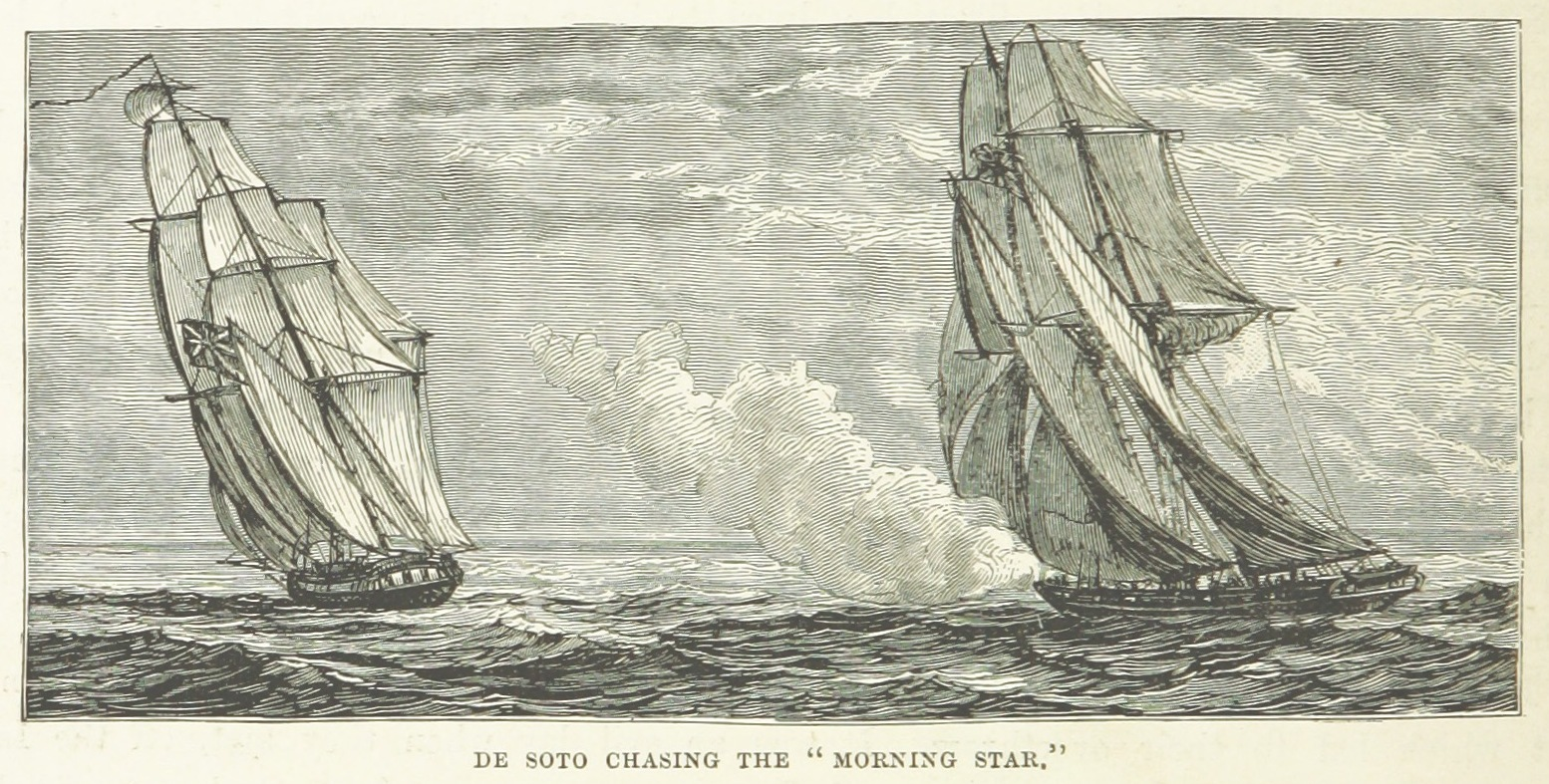
Illustration de la Burla Negra à la poursuite du Morning Star.

Benito Soto Aboal, né à Pontevedra  le 22 mars 1805 et mort à Cadix ou Gibraltar le 25 janvier 1830 , était un pirate galicien réputé pour avoir atteint de grands niveaux de cruauté. De nombreux faits de sa biographie prêtent à confusion et il existe des sources contradictoires à leur sujet. Selon Philip Henry George Gosse, dans Les pirates de l'Ouest, les pirates de l'Est : 
le nom le plus notable, associé à la route de l'Est vers les Indes, appartient au XIXe siècle et le nom est Benito de Soto ... originaire de La Corogne. 

## Biographie

### Le début de la vie de pirate
Fils d'un marin de Pontevedra, il est parti très jeune en mer et aurait traversé l' Atlantique enfant. Le 22 novembre 1827, il quitte le port brésilien de Rio de Janeiro comme membre d' équipage du brigantin d'esclaves le Défenseur de Pedro. Quelques jours plus tard, une émeute éclate à bord et l'équipage, dirigé par Benito Soto, tue le capitaine. D'autres sources indiquent qu'il ne l'a pas tué, mais l'a laissé dans un port sur la côte de Guinée, et d'autres, que l'émeute a eu lieu en janvier 1828 , après avoir quitté le capitaine dans la colonie portugaise de São Jorge de Mina (aujourd'hui Elmina, Ghana ). Le navire est devenu connu sous le nom de La Burla Negra . Son commandant en second s'appelait Victor Barbazan. 

### Ses actions

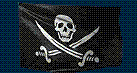
Drapeau pirate.

Les faits sur sa vie consacrée au piratage prêtent à confusion. Les sources s'accordent à dire que le navire le plus important de tous ceux attaqués par Soto était le Britannique Morning Star, qui était chargé d' or et de richesses et qui couvrait la route entre le Sri Lanka et l' Angleterre, mais les versions diffèrent sur le fait si c'était avec ce bateau qu'il a entamé sa carrière de pirate ou si c'était le bateau avec lequel il l'a terminée. 
le 13 février 1828, il aperçut le Morning Star revenant  en Angleterre de Ceylan 
Selon les sources qui placent l'assaut le 21 février 1832 sur les rives de l'Afrique de l'Ouest, ce serait probablement le dernier. D'autres érudits comprennent que l'agression a eu lieu au nord de Finisterre, le 13 février 1828 . D'autres, cependant, le placent au début de son parcours, vers 1824. Dans cette deuxième et troisième hypothèse, ils continueraient à s'approcher de la frégate américaine Topaz qui venait de Calcutta, où ils ont saccagé et incendié le navire en tuant une partie de ses passagers. Il a ensuite mis les voiles pour les îles du Cap-Vert, où ils sont montés à bord d'un deuxième brigantin anglais, qui a également coulé, et huit jours plus tard, près des îles Canaries, ils ont pris d'assaut la frégate anglaise Sumbury, se rendant à Saint Thomas, et anéanti l'équipage. Aux Açores, Soto est monté à bord d'un navire portugais de Rio de Janeiro, puis du Cessnok, également portugais, et du brigantin anglais New Prospect . L'attaque se réfère également au brigantin portugais Ermelinda le 23 mars . 
En tout cas, il semble clair que sa zone d'opération était l'espace de l'océan Atlantique entre le golfe de Guinée, les côtes du Brésil et la côte atlantique de la péninsule ibérique. Il s'agit d'une zone à fort trafic économique, due en partie au transport et à la commercialisation d'esclaves noirs, dont ont bénéficié le Portugal, l' Espagne et la France, mais que le Royaume-Uni avait abandonnée en 1807, et en partie à cause du commerce de l'or, des espèces et d'autres matières plus ou moins luxueuses avec l' Inde et les pays d'Asie du Sud-Est. 

### Capture et mort
Indépendamment du fait qu'ils soient venus pour prendre d'assaut le Morning Star ou un autre navire, qu'ils aient accosté à La Corogne pour vendre des marchandises, qu'ils soient descendus le long de la côte galicienne et portugaise ou qu'ils soient venus des îles Canaries, fin 1829 ou mars 1832 ils s'approchaient de l'entrée de la mer Méditerranée . 
Là-bas, ils ont confondu le phare de Tarifa avec le phare du château de Saint-Sébastien ou avec celui de l' île de León et ont commencé la manœuvre de virage trop tôt. Le Black Mocking a ainsi coulé à trois kilomètres de la baie de Cadix  et a perdu sa cargaison dans l'accident. La justice espagnole a alors arrêté une grande partie de l'équipage et l'a condamnée à la potence, mais Benito Soto s'est enfui et s'est réfugié à Gibraltar . 
Là, soit parce qu'un survivant de l'équipage du Morning Star l' a découvert (ce qui est peu probable), soit pour toute autre raison, il a été appréhendé par les autorités britanniques . Des sources soulignent qu'il a été jugé et condamné à Gibraltar pour les crimes de 10 assauts et 75 meurtres avérés. De cette façon, il serait exécuté à la potence le 25 janvier 1830 . D'autres, cependant, soulignent que le gouverneur du Rocher de Gibraltar, Sir George Don, l'a remis aux autorités espagnoles et qu'il a été jugé et condamné pour être pendu à Cadix et exécuté dans le port, dans ce qui est aujourd'hui la Plaza de San Juan de Dios. 
Son cri d'adieu serait au revoir à tous! Plus tard, ils lui ont coupé la tête. 

## Dans la culture populaire

### Popularité
La Collection de poésie Benito Soto, fondée à Pontevedra en 1948, porte son nom. 
Dans le centre historique de Pontevedra, la maison des Cloches est censée être le lieu où il a caché un grand trésor. 

### Dans les œuvres de fiction
Alejandro Benisia et Fernández de la Somera a publié El milano de los mares en 1855  un roman à l'eau de rose dans lequel certains des événements ont été racontés. 
Le capitaine de navire Joaquín Lazaga y Garay a publié en 1892 l'essai Los piratas del Defensor de Pedro. Extracto de las causas y proceso formados contra los piratas del Bergantín brasileño El Defensor de Pedro, que fueron ahorcados en Cádiz en los días 11 y 12 de enero de 1830. 
José María Castroviejo a publié La Burla Negra en 1955, plus fiable que les précédents, mais qui ne traite pas Soto comme le protagoniste de l'intrigue, mais Victor Saint Cyr Barbazán, un autre des pirates. 
Ramón Solís a publié le roman El dueño del miedo en 1971, où il parle de certains événements. 
Alberto Fortes a publié Amargas han sido las horas en 1992, un roman de fiction qui combine la vie d' Edgar Allan Poe avec celle de Benito Soto. 
Jorge Parada Mejuto a publié en 1994 O pirata da Moureira. 
Xosé Miranda a publié en 1998 Morning Star, qui traite des événements de Benito Soto. 
Gerardo González de la Vega a publié en 1999 l'essai Mar Brava, où il détaille et résume les mésaventures de Benito Soto parmi d'autres histoires de pirates. 
Francisco Javier Castro Miranda et Enrique García Luque ont publié le roman Los Diablos del Mar. La odisea de la Burla Negra en 2008, une fiction historique fidèle aux données réelles. 
On dit que la vie de Benito Soto a peut-être inspiré José de Espronceda à écrire le poème "Canción del pirata", publié en 1840, peu de temps après l'exécution du pirate. 
Pepy G. Clavijo, dans la monographie Pontevedra, de los nombres de las calles, souligne que Benito Soto était aussi un poète.